# San Diego Dynasty
Dynasty est une équipe de Paintball née en 2001 des cendres d'une équipe de très jeunes joueurs de la côte ouest des États-Unis, les Ironkids. Elle naquit au cours de l'intersaison 2000-2001 à la suite d'une proposition faite par Chuck Hendsch, alors directeur général de JT USA, de faire des Ironkids une équipe professionnelle. Hendsch fit venir dans l'équipe un certain nombre de joueurs plus expérimentés et le cocktail qui en découla fit de Dynasty l'équipe la plus connue de l'histoire du paintball sportif mondial[réf. souhaitée].

## Titres
2002
- Vainqueur global NPPL (titre partagé avec Ironmen)
- Vainqueur global Millennium Series
- Vainqueur global World Paintball Series (meilleure équipe mondiale)

2003
- Vainqueur global NPPL
- Vainqueur global Millennium Series
- Vainqueur global World Paintball Series (meilleure équipe mondiale, après 2003, ce titre cessa d'exister)

2004
- Vainqueur global NPPL
- Vainqueur global Millennium Series 7-man
- Vainqueur global PSP Open X-Ball

2005
- Vainqueur global NPPL
- Vainqueur global PSP Open X-Ball

2006
- Vainqueur global NPPL

2007
- Numéro 1 au classement NPPL (Août 2007)
- Numéro 1 au classement NXL (Août 2007)

2008
- Numéro 1 au classement NPPL

## Joueurs
Membres fondateurs :
Alex Fraige 
Angel Fragoza
Brian Cole
Ryan Greenspan 
Chuck Hendsch
Rodney Squires
Kevin "Skinny Kevin" Bredthauer
Johnny Perchak
Brad Maughan
Richard "Opie" Loughran
Marcus "karkus" Nielsen
Sonny Lopez
Roster actuel
Alex Fraige
Angel Fragoza
Ryan Greenspan
Justin Schwarz
Davey Williamson
Todd Martinez
Yosh Rau
Ont joué chez Dynasty :
Oliver Lang
Quincy Boayes
Josh Davey
Mike Hinman

## Controverses

### Commander's Cup 2006
La saison 2006 avait été une saison en demi-teinte pour Dynasty : arrivant à la dernière manche de la NPPL, l'équipe n'avait gagné aucun tournoi majeur cette année-là, et se trouvait en seconde position du classement global NPPL derrière ses éternels rivaux XSV. Pour remporter le titre sur la saison, Dynasty devait remporter le tournoi, et XSV devait afficher une mauvaise performance. XSV ayant passé une très mauvaise fin de saison, avec les départs successifs de Jon Richardson, Rusty Glaze, Dave Baines et Davey Williamson qui avait rejoint Dynasty, l'équipe fut incapable de se hisser en finales. Dynasty de son côté se retrouva face-à-face pour le titre avec Stockholm Joy. Chaque équipe gagna un match, la troisième rencontre déterminerait donc le vainqueur du tournoi et, dans le cas de Dynasty, s'ils remporteraient le titre sur la saison. 
Le match commença de manière classique, avec un fort prébunk de chaque côté. Au bout d'un moment, Alex Fraige se retrouva dans le deuxième cran du long zipper sur la bande spectateur d'où il fit des dégâts importants dans les rangs de Joy, les empêchant de déployer leur jeu sur la bande opposée. Le match commença à stagner pour se stabiliser dans une situation de deux contre trois en faveur de Dynasty, avec Fraige dans le troisième cran du zipper et presque plus de billes, Brian Coleau corner derrière Fraige, et Davey Williamson sur l'autre aile dans une position intermédiaire. En face, deux Joy, dont Sebban au centre au fond, et un autre dans le corner du zipper. Cole fit un move pour protéger Fraige en se plaçant dans le triangle au fifty à côté du zipper, lorsque Sebban passa un "shoot magique" sur Williamson et le sortit. Le corner Joy partit charger Fraige dans le zipper, Cole le toucha avant qu'il n'arrive mais, pas sûr de l'avoir sorti, sauta par-dessus le zipper pour le dumper. Sebban, à ce moment, arriva du centre pour charger Cole, les deux se tirèrent l'un sur l'autre dans ce qui apparaît comme une élimination simultanée. Les arbitres éliminèrent Sebban tandis qu'ils laissaient Cole raccrocher avec un impact rose sur le nez. 
Il fut expliqué plus tard que Sebban s'était fait sortir sur un one for one infligé à son coéquipier pour avoir continué à jouer après s'être fait toucher sur sa course par Fraige. Or, la vidéo n'est pas très claire, mais il en ressort que ce qu'a fait le joueur Joy n'est pas pendable : au pire, il tira sur Fraige dans la continuité de sa course avant de plonger par terre et de se faire dumper par Cole. Quoi qu'il en soit, la décision des arbitres fut sévère : Sebban fut banni pour une manche pour avoir overshooté Cole à bout portant.
Ce n'était pas le début de la rivalité entre les deux équipes car Johnny Perchak et Brian Cole avaient déjà, lors du Joy Masters en Suède en 2003, passé à tabac un ami des Joys, le distributeur en Suède des lanceurs WDP, pour une sombre histoire de ketchup renversé sur la chemise de Cole. 
Quoi qu'il en soit, la victoire alla à Dynasty tandis que les joueurs XSV se mettraient à pleurer derrière les filets. Plusieurs semaines après les événements, la NPPL publia un communiqué dans lequel elle détaillait les faits et, « suite au visionnage des vidéos », annula le bannissement de Sebban qui put donc prendre part à la manche NPPL d'Huntington Beach en 2007.